# Noua Acropolă

Organizația Internațională Noua Acropolă

Noua Acropolă este o organizație internațională non-profit, fondată în 1957 în Buenos Aires (Argentina), de către istoricul și filosoful Jorge Ángel Livraga Rizzi (1930-1991). Aceasta are un caracter filosofic, propunând un studiu comparat al filosofiilor Orientului și Occidentului, combinat cu activități culturale și acțiuni de voluntariat social, ecologic și umanitar.
În momentul de față, Organizația Internațională Noua Acropolă este prezentă în peste cincizeci de țări, reunind mai mult de 16.000 de voluntari, precum și sute de mii de simpatizanți, care se exprimă în peste cincisprezece limbi și reprezintă o gamă largă de confesiuni, origini etnice și moșteniri culturale.
Caracterul sectar, metodele autoritare și ideologia de tip neofascist au fost semnalate de către organismul guvernamental francez MIVILUDES în raportul 2018-2020, ONG-uriistoricul Nicholas Goodrick-Clarke.

## Organizare
În 1990 Noua Acropolă a fost recunoscută ca și organizație internațională prin Decretul Regal nr. 3/12-941/S, în conformitate cu legea 25/10/19 a Regatului Belgiei, fiind înregistrată în Registrul Internațional al Asociațiilor. Sediul principal al acesteia se află la Bruxelles (Belgia).
Reunite sub egida O.I.N.A. (Organizația Internațională Noua Acropolă), numeroasele filiale naționale se bucură de autonomie și libertate de acțiune în conformitate cu Carta Constitutivă și principiile de activitate ale organizației. Structura funcțională a Noii Acropole îi permite să acționeze independent de orice interese politice, religioase sau financiare. Fiecare asociație membră este răspunzătoare în fata autorităților propriei țări și respectă reglementările internaționale privind asociațiile.
Începând cu anul 2020, președinția O.I.N.A. este deținută de către Carlos Adelantado Puchal.
În România, Noua Acropolă este prezentă ca organizație non-guvernamentală din anul 1990. Directorul național și fondatorul filialei românești, este profesorul Ivo Ivanovici.

## Obiective
Noua Acropolă urmărește trei principii fundamentale:
1. Promovarea unui Ideal de fraternitate internațională, bazată pe respectarea demnității umane, mai presus de diferențe de rasă sau sex, culturale, religioase, sociale etc.
2. Cultivarea dragostei pentru Înțelepciune prin studiul comparat al filosofiilor, religiilor, științelor și artelor, pentru a promova cunoașterea ființei umane, a legilor Naturii și a Universului.
3. Dezvoltarea celor mai bune aspecte ale potențialului uman, favorizând realizarea ființei umane ca individ și integrarea sa în societate și în Natură, ca element activ și conștient ce poate îmbunătăți lumea.

## Activități
Noua Acropolă propune activități care se desfășoară în trei domenii:
1. Filosofie
2. Cultură
3. Voluntariat

La baza activităților Noii Acropole se află Școala de Filosofie, care este înțeleasă ca un mod de viață, o modalitate de acces la cunoașterea spirituală și la realizarea individuală și colectivă. Educația filosofică pe care asociația o oferă este una cu un caracter practic și integral, combinând și unificând toate ramurile cunoașterii. 
Această Școală de Filosofie are un program de studii comun pentru toate țările, predat în etape succesive. Acesta oferă o versiune actualizată a cunoștințelor tradiționale din Orient și Occident, care, conform umanismului clasic, presupune îmbinarea studiului comparat al științei, artelor, religiilor și filosofiei.
În ceea ce privește cultura, Noua Acropolă încearcă să ofere o viziune nouă asupra acesteia: o cultură care sprijină valorile practice și vitale, care permite spectatorului să se transforme și să evolueze. Asociația desfășoară numeroase activități și proiecte culturale la nivel internațional și național, printre care se numără: 
- Institutul de Muzică și de Arte Dramatice „Tristan”[10] ( promovează activități artistice în diferite țări ale lumii, păstrând mereu o orientare filosofico-umanistă)
- Programul Alexandria (culege, digitalizează și publică lucrări de cercetare, reviste periodice, cărți, manuale, buletine informative realizate și publicate în ultimii 50 de ani, în 12 limbi diferite, în 200 de centre ale Noii Acropole răspândite în peste 50 de țări ale lumii)
- Institutul de Arte Marțiale Filosofice „Boddhidharma”[11] (are ca scop identificarea punctelor comune dintre artele marțiale și filosofie)
- Institutul de Științe Umaniste „Hermes”[12] (prin intermediul său sunt preluate din rădăcinile trecutului tot ce ar putea promova umanismul viitor)
- Activități culturale (discuții, conferințe etc.)
- Editura Noua Acropolă[13]

Noua Acropolă încurajează realizarea de proiecte și grupuri de voluntari în toată lumea, la nivel local și internațional. Promovează, de asemenea, cooperarea cu organizații de voluntariat, publice și private, din diferite domenii, precum GEA, UNICEF, Manos Unidas, Crucea Roșie etc. 
Printre tipurile de voluntariat desfășurate de către Noua Acropolă în lume se pot aminti: acțiuni sociale și de solidaritate (acțiuni caritabile private și personale sau organizate și publice), acțiuni umanitare în cazul catastrofelor (ajutorarea populației și colaborarea cu autoritățile locale), voluntariat ecologic (acțiuni de ecologizare și curățare a spațiilor naturale, precum și promovarea educației cu privire la protecția mediului), voluntariat cultural (promovarea culturii prin diverse moduri).

## Noua Acropolă în lume

### Sedii internaționale
Africa de Sud, Albania, Argentina, Australia, Austria, Belgia, Bolivia, Bosnia și Herțegovina, Brazilia, Bulgaria, Canada, Chile, Columbia, Costa Rica, Croația, Ecuador, Elveția, Franța, Germania, Grecia, Guatemala, Honduras, India, Irlanda, Israel, Italia, Japonia, Mexic, Marea Britanie, Nicaragua, Panama, Paraguay, Peru, Polonia, Portugalia, Republica Cehă, Republica Dominicană, Rusia, El Salvador, Serbia, Slovacia, Slovenia, Spania, SUA, Ungaria, Ucraina și Uruguay.

### În România
București, Cluj-Napoca, Constanța, Iași, Timișoara, Oradea și Arad.

### În Republica Moldova
Chișinău.

## Polemici legate de organizație
Într-un raport al Parlamentului European din 1984, elaborat de euro deputatul conservator Richard Cottrell, s-a făcut referire la Noua Acropolă ca și grup fascist și paramilitar. Pe 13 iulie 1998 Parlamentul European a retras acest raport și nu a mai elaborat alte rapoarte similare
În 1995, Adunarea Națională a Franței a descris-o drept "sectă" în raportul său 2468. Acest raport a fost retras în 27 mai 2005 pe motiv ca fiind nefondat, nesusținut și nepractic, fiind criticat și desemnat drept o încercare de a crea "liste negre".